# Stötten am Auerberg
Stötten am Auerberg är en kommun och ort i Landkreis Ostallgäu i Regierungsbezirk Schwaben i förbundslandet Bayern i Tyskland.
Kommunen ingår i kommunalförbundet Stötten am Auerberg tillsammans med kommunen Rettenbach am Auerberg.